# Alameda Ta'amu
Alameda Ta'amu (Kent, 10 marzo 1990) è un ex giocatore di football americano statunitense che ha militato nel ruolo di nose tackle nella National Football League (NFL). Fu scelto nel corso del quarto giro (109º assoluto) del Draft NFL 2012 dai Pittsburgh Steelers. Al college ha giocato a football ad Università di Washington.

## Carriera

### Pittsburgh Steelers
Ta'amu fu scelto dai Pittsburgh Steelers nel quarto giro del Draft 2012. Dopo non essere mai sceso in campo nella sua stagione da rookie, fu svincolato nell'agosto 2013.

### Arizona Cardinals
Ta'amu firmò con gli Arizona Cardinals nel settembre 2013, con cui debuttò come professionista partendo come titolare nella gara della settimana 3 contro i New Orleans Saints in cui mise a segno 2 tackle. La sua annata si concluse con 14 presenze, 3 come titolare, e 7 tackle.

## Statistiche
| Partite totali      | 21 |
| Partite da titolare | 3  |
| Tackle              | 7  |

Statistiche aggiornate alla stagione 2014